# Verfassungsgericht der Slowakischen Republik
Das Verfassungsgericht der Slowakischen Republik (slowakisch Ústavný súd Slovenskej republiky) ist das höchste Gericht in der Slowakei, das für die Aufsicht der Einhaltung der Verfassung der Slowakischen Republik zuständig ist.
Der Sitz des Gerichts befindet sich in der slowakischen Stadt Košice. Dem Verfassungsgericht gehören seit einer Verfassungsänderung 2001 dreizehn Richter (zuvor: zehn) an. Die Richter werden für jeweils zwölf Jahre vom Präsidenten aus einer Kandidatenliste ernannt, die der Nationalrat erstellt (Art. 134 Abs. 1 und 2). Mindestalter der Richter ist 40 Jahre und sie müssen neben einem abgeschlossenen rechtswissenschaftlichen Studium mindestens 15 Jahre beruflich tätig gewesen sein. Das Gericht entscheidet entweder als Plenum unter Einschluss aller Richter oder als Senat in der Besetzung mit 3 Richtern (§ 2 No. 38/1993). Die Kompetenzen des Verfassungsgerichtes bestimmen sich nach der Verfassung der Slowakei.

## Richter des Verfassungsgerichtes (Stand: 2025)
(Quelle)
- Ivan Fiačan
- Ľuboš Szigeti
- Jana Baricová
- Miroslav Duriš
- Peter Molnár
- Libor Duľa
- Peter Straka
- Ladislav Duditš
- Rastislav Kaššák
- Martin Vernarský
- Miloš Maďar
- Robert Šorl